# 17 يناير
- السبت
- الأحد
- الاثنين
- الثلاثاء
- الأربعاء
- الخميس
- الجمعة

- 2827 جمادى الآخرة 1446  هـ
- 2928 جمادى الآخرة 1446  هـ
- 3029 جمادى الآخرة 1446  هـ
- 3130 جمادى الآخرة 1446  هـ
- 11 رجب 1446  هـ
- 22 رجب 1446  هـ
- 33 رجب 1446  هـ
- 44 رجب 1446  هـ
- 55 رجب 1446  هـ
- 66 رجب 1446  هـ
- 77 رجب 1446  هـ
- 88 رجب 1446  هـ
- 99 رجب 1446  هـ
- 1010 رجب 1446  هـ
- 1111 رجب 1446  هـ
- 1212 رجب 1446  هـ
- 1313 رجب 1446  هـ
- 1414 رجب 1446  هـ
- 1515 رجب 1446  هـ
- 1616 رجب 1446  هـ
- 1717 رجب 1446  هـ
- 1818 رجب 1446  هـ
- 1919 رجب 1446  هـ
- 2020 رجب 1446  هـ
- 2121 رجب 1446  هـ
- 2222 رجب 1446  هـ
- 2323 رجب 1446  هـ
- 2424 رجب 1446  هـ
- 2525 رجب 1446  هـ
- 2626 رجب 1446  هـ
- 2727 رجب 1446  هـ
- 2828 رجب 1446  هـ
- 2929 رجب 1446  هـ
- 3030 رجب 1446  هـ
- 311 شعبان 1446  هـ

17 يناير أو 17 كانون الثاني أو يوم 17\1 (اليوم السابع عشر من الشهر الأوَّل) هو اليوم السابع عشر (17) من السنة وفقًا للتقويم الميلادي الغربي (الغريغوري). يبقى بعده 348 يومًا لانتهاء السنة، أو 349 يومًا في السنوات الكبيسة.

## أحداث
- 1287 - ألفونسو الثالث ملك أراغون يغزو منورقة.
- 1595 - هنري الرابع ملك فرنسا يعلن الحرب على إسبانيا خلال حروب فرنسا الدينية.
- 1773 - جيمس كوك يعبر الدائرة القطبية الجنوبية ليكون بذلك أول من يعبرها.
- 1819 - سيمون بوليفار يعلن عن قيام جمهورية كولومبيا.
- 1852 - المملكة المتحدة تعترف باستقلال مستعمرات البوير في ترانسفال بجنوب أفريقيا.
- 1885 - القوات البريطانية تهزم دراويش المهدي في معركة أبو طليح بعد خسائر فادحة منعتها عن هدفها الرئيسي وهو نجدة الجنرال تشارلز جورج غوردون في الخرطوم.
- 1917 - الولايات المتحدة تدفع 25 مليون دولار للدنمارك مقابل التنازل عن الجزر العذراء في البحر الكاريبي.
- 1941 - قوات الكومينتانغ تفتح النار على القوات الشيوعية بأمر من شيانج كاي شيك مستأنفة الحرب الأهلية الصينية.
- 1946 - انعقاد أول جلسة لمجلس الأمن الدولي.
- 1947 - انضمام الصرب إلى جمهورية يوغوسلافيا.
- 1962 -
  - تشكيل أول حكومة في الكويت وذلك بعد انتخابات المجلس التأسيسي، وكانت الحكومة برئاسة أمير الكويت الشيخ عبد الله السالم الصباح.
  - انعقاد أول مؤتمر قمة عربي في القاهرة.
- 1986 - الزعيم الليبي معمر القذافي يصدر أوامر بوقف الهجوم الإعلامي على مصر.
- 1991 - بداية عملية عاصفة الصحراء في حرب الخليج الثانية وذلك لتحرير الكويت من الغزو العراقي.
- 1996 - قبول التشيك عضوًا في الاتحاد الأوروبي.
- 2009 -
  - رئيس الوزراء الإسرائيلي إيهود أولمرت يعلن وقف إطلاق النار من جانب واحد في قطاع غزة منهيًا بذلك الهجوم الإسرائيلي على القطاع، وعلى إثر هذا الإعلان أعلنت حركة حماس إنها ستواصل القتال طالما بقي جنود إسرائيليون في القطاع.
  - منتخب عُمان يفوز بكأس بطولة الخليج لكرة القدم التاسعة عشر والمقامة في سلطنة عمان لأول مرة في تاريخه وذلك بعد فوزه على المنتخب السعودي بركلات الترجيح.
- 2011 -
  - الإعلان عن تشكيل الحكومة التونسية الجديدة والتي يرأسها محمد الغنوشي ويشارك بها زعماء من المعارضة وذلك بعد أيام من الإطاحة بالرئيس زين العابدين بن علي.
  - المدعي العام المحكمة الدولية الخاصة بلبنان دانيال بلمار يسلم قاضي الاجراءات التمهيدية في المحكمة القرار الاتهامي بشأن اغتيال رئيس الوزراء السابق رفيق الحريري.
- 2018 -
  - اغتيال الداعية السعودي عبد العزيز بن صالح التويجري باطلاق نار عليهِ من قبل مسلحين مجهولين في غينيا.
  - المحكمة العسكرية المصرية تصدر حكما بالسجن المؤبد على الداعية يوسف القرضاوي بتهمة التحريض على العنف في قضية اغتيال ضابط مصري، عام 2015.
- 2022 -
  - زلزال بقوة 5.3 يضرب أفغانستان، ويؤدي إلى مقتل 28 وإصابة 40 شخصًا، إضافة إلى انهيار العديد من المنازل.
  - البولندي روبرت ليفاندوفسكي يتوج بجائزة الفيفا لأفضل لاعب والإسبانية أليكسيا بوتياس تتوج بجائزة الفيفا لأفضل لاعبة ضمن حفل توزيع جوائز الفيفا للأفضل كرويًّا 2021.

## مواليد
- 1342 - فيليب الجريء، دوق بورغندي.
- 1405 - إسكندر بك، نبيل ألباني وقائد عسكري.
- 1463 - فريدرش الثالث، أمير ناخب ساكسوني.
- 1504 - بيوس الخامس، بابا فاتيكاني.
- 1560 - غاسبار بوهين، عالم سويسري في علم النبات.
- 1574 - روبرت فلود، طبيب إنجليزي.
- 1600 - بيدرو كالديرون دي لا باركا، عسكري وكاتب مسرحي وشاعر إسباني.
- 1666 - أنطونيو ماريا فالسالفا، طبيب تشريح إيطالي.
- 1706 - بنجامين فرانكلين، كاتب ومخترع وسفير أمريكي.
- 1732 - ستانيسواف أغسطس بونياتوفسكي، ملك بولندا.
- 1820 - آن برونته، روائية وشاعرة بريطانية.
- 1826 - أديلايد إرنروث، صحفية وكاتبة فنلندية.
- 1834 - أوغست وايزمان، عالم أحياء تطوري ألماني.
- 1860 - دوغلاس هايد، رئيس جمهورية أيرلندا.
- 1863 -
  - ديفيد لويد جورج، رئيس وزراء المملكة المتحدة.
  - قسطنطين ستانيسلافسكي، مخرج وممثل مسرحي روسي.
- 1880 - ماك سينيت، منتج أفلام أمريكي.
- 1898 - شفيق جبري، شاعر سوري.
- 1899 - آل كابوني، رجل عصابات أمريكي.
- 1905 -
  - يحيى حقي، كاتب روائي مصري.
  - غييرمو ستابيلي، لاعب ومدرب كرة قدم أرجنتيني.
- 1910 - محمد بن الحسن الوزاني، سياسي وصحفي مغربي.
- 1911 -
  - جورج ستيجلر، اقتصادي أمريكي حاصل على جائزة نوبل في العلوم الاقتصادية عام 1982.
  - غافريل كاتشالين، لاعب ومدرب كرة قدم روسي.
- 1918 - نعمان عاشور، مسرحي وأديب مصري.
- 1920 - أميرة أمير، ممثلة مصرية.
- 1928 - فيدال ساسون، مصفف شعر بريطاني.
- 1931 - جيمس إيرل جونز، ممثل أمريكي.
- 1933 - داليدا، مغنية إيطالية / مصرية / فرنسية.
- 1935 - روث آن مينر، سياسية أمريكية.
- 1937 - نبيل بدر، ممثل مصري.
- 1939 - نجوى فؤاد، ممثلة وراقصة شرقية مصرية.
- 1940 - تاباري فازكيز، رئيس الأوروغواي.
- 1942 - محمد علي كلاي، ملاكم أمريكي.
- 1943 - رينيه بريفال، سياسي هايتي.
- 1950 - يان زفيهليك، لاعب كرة قدم تشيكوسلوفاكي.
- 1960 - دلال عبد العزيز، ممثلة مصرية.
- 1962 -
  - جيم كاري، ممثل كندي.
  - سيباستيان جونكر، كاتب وصحفي أمريكي.
- 1964 - ميشيل أوباما، محامية أمريكية وزوجة الرئيس الأمريكي باراك أوباما وسيدة أولى سابقة.
- 1965 - د. ج. كاروسو، مخرج ومنتج أمريكي.
- 1969 - نافين أندروز، ممثل إنجليزي.
- 1970 - جندي تارتاكوفسكي، رسام رسوم متحركة أمريكي من أصل روسي.
- 1971 - ريتشارد بيرنز، متسابق راليات إنجليزي.
- 1973 - كواتيموك بلانكو، لاعب كرة قدم مكسيكي.
- 1974 -
  - يانغ تشين، لاعب كرة قدم صيني.
  - لاله ولادن بيجاني، أختان توأمان ملتصقتان من إيران.
- 1975 -
  - جيهان راتب، ممثلة ومغنية مصرية.
  - فريدي رودريغز، ممثل بورتوريكي.
- 1980 - زوي ديسكانل، ممثلة ومغنية أمريكية.
- 1981 -
  - محمد فهاد، لاعب كرة قدم كويتي.
  - وارن فيني، لاعب كرة قدم إيرلندي شمالي.
  - فراس السيد، لاعب كمال أجسام سوري.
- 1982 - دواين وايد، لاعب كرة سلة أمريكي.
- 1983 - ألفارو أربيلوا، لاعب كرة قدم إسباني.
- 1984 -
  - سولاف جليل، ممثلة عراقية.
  - كالفين هاريس، مغني وكاتب أغاني اسكتلندي.
- 1985 - بابلو بارينتوس، لاعب كرة قدم أرجنتيني.
- 1988 - هيكتور مورينو، لاعب كرة قدم مكسيكي.

## وفيات
- 1040 - مسعود بن محمود الغزنوي، سلطان الدولة الغزنوية.
- 1893 - رذرفورد هايز، رئيس الولايات المتحدة التاسع عشر.
- 1932 - علي الخوئي، فقيه مسلم وشاعر وكاتب إيراني.
- 1961 - باتريس لومومبا، زعيم وثائر كونغولي.
- 1981 - عبد الله النوري، عالم دين سنة كويتي.
- 1996 - مصطفى سيد أحمد مغن سوداني.
- 2002 - كاميلو خوسيه ثيلا، شاعر إسباني حاصل على جائزة نوبل في الأدب عام 1989.
- 2004 - والتر أوفنبيرغ، إحاثي أمريكي.
- 2006 - أبو البراء أحمد القاضي الشرعي في الجماعة السلفية للدعوة والقتال بالجزائر.
- 2010 -
  - دايسكي غوري، ممثل أداء صوتي ياباني.
  - إيريك سيغال، روائي أمريكي.
  - جيوتي باسو، سياسي هندي.
- 2012 -
  - محمد رويشة، موسيقي مغربي.
  - أحمد حميده، كاتب مصري.
- 2013 - محمود عبد العزيز مغن سوداني.
- 2014 - هيرو أونودا جندي ياباني في الحرب العالمية الثانية.
- 2015 - فاتن حمامة، مُمثلة مصريَّة.
- 2018 - عبد العزيز بن صالح التويجري، داعية سعودي.
- 2019 -
  - حمد ناصر، ممثل كويتي.
  - بابكر عوض الله، سياسي سوداني ورئيس وزراء البلاد السادس.
- 2020 - نادية رفيق، ممثلة مصرية.

## أعياد ومناسبات
- عيد القديس أنطونيوس الكبير.

## وصلات خارجية
- وكالة الأنباء القطريَّة: حدث في مثل هذا اليوم.
- النيويورك تايمز: حدث في مثل هذا اليوم.
- BBC: حدث في مثل هذا اليوم.